# Anton Saurer
Anton Saurer (* 28. April 1835 in Tablat; † 12. März 1872) war der älteste Sohn von Franz Saurer und Mitunternehmer im väterlichen Betrieb (der Adolph Saurer AG) in Arbon. Durch seine Unterstützung konnte Franz Rittmeyer zusammen mit Franz Anton Vogler die Handstickmaschinen massgeblich verbessern, was der St. Galler Stickerei zu ihrem grossen Durchbruch verhalf. Er starb in seinem 37. Lebensjahr an einer Blinddarmentzündung.